# Christensonella subulata
Christensonella subulata es una especie de orquídea epifita  originaria de  	 Brasil.

## Descripción
Es una orquídea reptante de pequeño tamaño, con hábitos epifita  con pseudobulbos surcados cilíndrico-fusiformes,  longitudinalmente sulcados que llevan una solo hoja (raramente 2), erecta, carnosa, semi-conduplicada a cilíndrica, lineal, acuminada, atenuada abajo en la base. Florece en la primavera en una corta inflorescencia, tan larga o un poco más larga que el pseudobulbo, inflorescencia única que surge a través de dos largas brácteas

## Distribución y hábitat
Se encuentra en Brasil, 

## Taxonomía
Christensonella subulata fue descrita por (Lindl.) Szlach., Mytnik, Górniak & Smiszek  y publicado en Polish Botanical Journal 51(1): 59. 2006.
Sinonimia
- Christensonella paulistana (Hoehne) Szlach., Mytnik, Górniak & Smiszek
- Maxillaria paulistana Hoehne
- Maxillaria subulata Lindl.[1][3][4]